# Nyaminyami

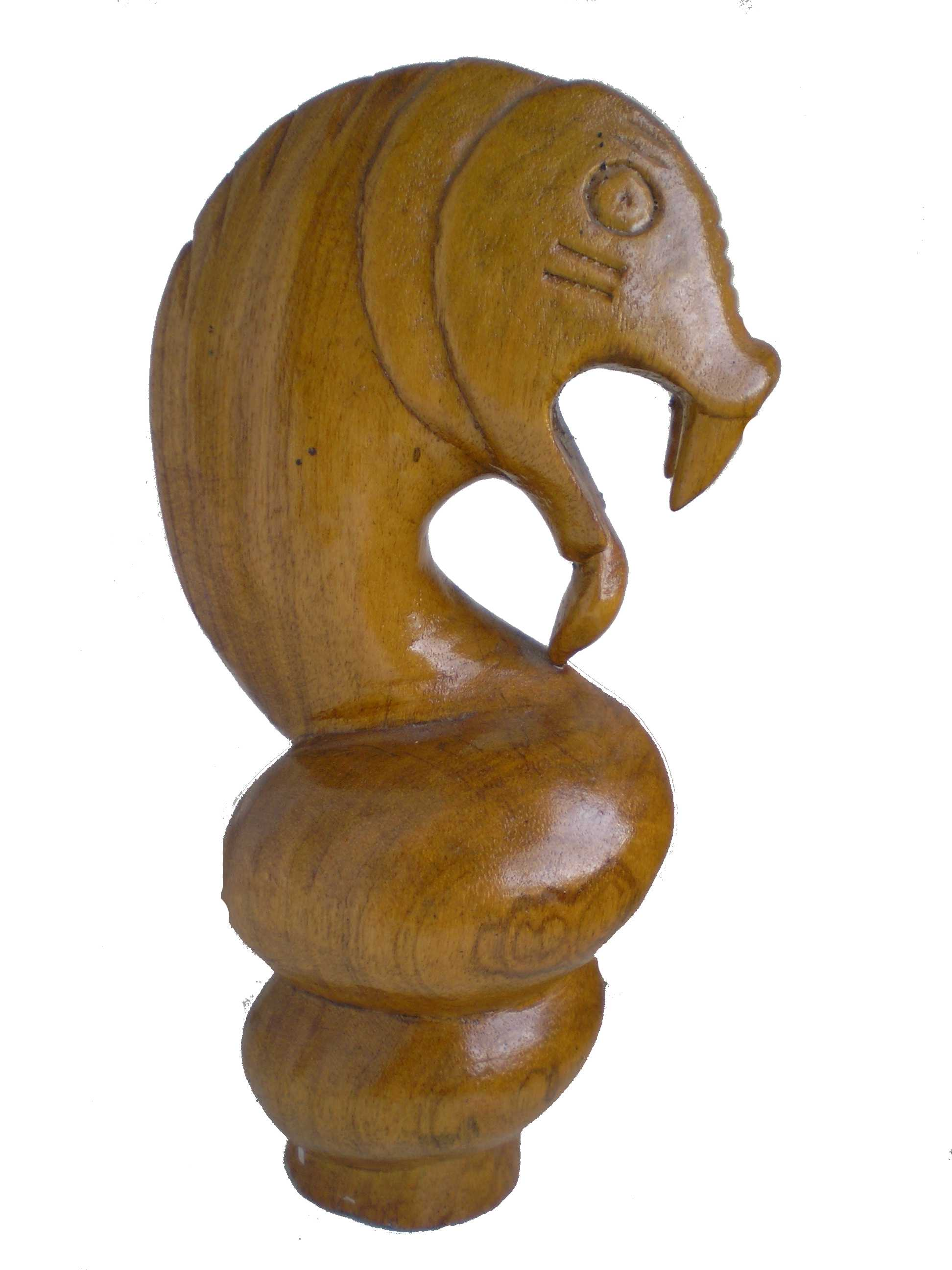
Nyaminyami

Nyaminyami is een riviergod van de Afrikaanse Tonga volksstam in Zambia en Zimbabwe. Hij woont samen met zijn vrouw in de rivier de Zambezi.
Hij heeft het hoofd van een vis en het lichaam van een slang. Hoe groot hij is weet niemand, maar volgens de Tonga moet hij enorm groot zijn. Zijn afbeelding is veelvuldig terug te vinden op allerlei plaatselijke curiosa.
Nyaminyami is de beschermer van de bewoners van de Zambezi-vallei. Tijdens periodes van hongersnood staat hij hun toe zich te voeden met het vlees van zijn eigen lichaam. Zij op hun beurt, beloven hun loyaliteit aan hem door het uitvoeren van ceremoniële dansen.
Alles wordt aan hem toegeschreven, van de kleinste aardschok tot en met de grootste droogteperiode en/of overstroming. Hij kwam vooral in de belangstelling tijdens de problemen met de bouw van de Kariba-dam, waarvoor in 1957 ongeveer 57.000 Tonga en vijfduizend wilde dieren moesten verhuizen naar vaak onherbergzame gebieden.

## Nyaminyami en de bouw van de Kariba-dam
Volgens de legendes van de Tonga verbleven Nyaminyami en zijn vrouw gedurende vele jaren veilig in hun woonplaats in Kariba. Hieraan kwam echter een einde toen de blanken er omstreeks 1955 een stuwdam bouwden.
Nyaminyami's vrouw was, volgens de Tonga, op het ogenblik van het begin van de bouwwerken via de indrukwekkende Kariwa kloof, vertrokken naar de lager gelegen gebieden om er de gebeden van de daar wonende mensen te aanhoren. Haar terugkeer werd daarna door deze stuwdam verhinderd.
Omdat Nyaminyami niet gestoord wenste te worden duurde het enkele jaren voordat hij zich van dit probleem bewust werd. In een poging zich terug met zijn echtgenote te herenigen veroorzaakte hij in 1957 en 1958 de grootste overstromingen sinds duizend jaar in het Kariba gebied. Hierdoor verloren een honderdtal mensen het leven en werd de stuwdam ernstig beschadigd.
Aan de stamoudsten en hun geestelijke mediums werd gevraagd om Nyaminyami's goedkeuring te verkrijgen voor het indammen van de Zambezi. Nyaminyami stemde uiteindelijk toe en werd daardoor gedoemd om gescheiden te leven van zijn vrouw.